# Virtus (bohyně)

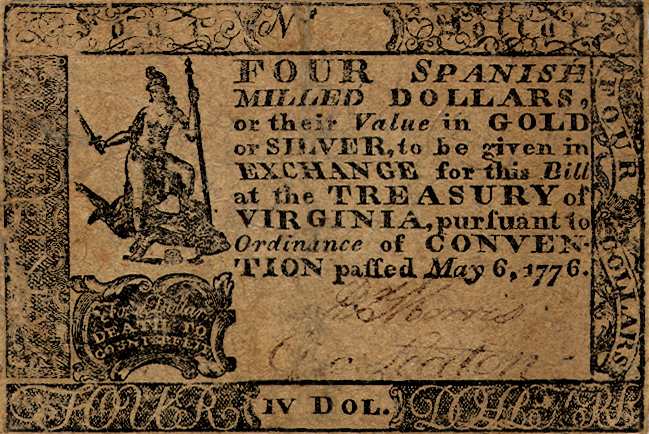
Americká kontinentální měna Virginie: čtyřdolarová bankovka z roku 1776 (líc) s Virtus vlevo.

Virtus (lat. virtus = mužnost, statečnost, ctnost - od lat. vir = muž) byla v římské mytologii bohyně statečnosti a vojenské síly, zosobněním římské ctnosti virtus. Řecká ekvivalentní bohyně je Areté (z řec. anér = muž).  Bohyně byla ztotožněna s římským bohem Honosem (zosobnění cti) a byla s ním často uctívána, například v chrámu Virtus a Honos v Porta Capena v samotném Římě.
Bohyně měla různá vyobrazení. Někdy je Virtus považována za boha.